# 伊藤喜一郎 (銀行家)
伊藤 喜一郎（いとう きいちろう、1929年4月23日 - 2002年11月21日）は、日本の経営者。愛知県名古屋市西区出身。

## 経歴
1953年に京都大学経済学部を卒業し、同年に東海銀行に入行。1979年6月に取締役に就任し、常務、専務を経て、1987年6月に副頭取に就任し、1988年6月には頭取に昇格。1994年6月に会長、1995年3月に取締役相談役を経て、1999年から名誉顧問を務めた。
名古屋銀行協会会長、名古屋商工会議所副会頭、中部経済連合会副会長、名古屋国際芸術文化交流財団理事長、中部空港調査会理事長なども歴任。
2002年11月21日、脳塞栓のために死去。73歳没。